# Colette Ritz
Colette Ritz, de son vrai nom Benitte Colette (8 mai 1932 à Paris - 9 septembre 2007 à Proisy) est une chanteuse française des années 1960.

## Discographie

### "Le dénicheur" 1965
Saphir, accompagnée par Bruno Lorenzoni et son ensemble.
- le dénicheur
- la java bleue
- l'hirondelle du faubourg
- du gris

### "La valse à dudule" 1968
Vega, accompagnée par Bruno lorenzoni et son ensemble.
- la valse à dudule
- comme au moineau
- en douce
- tel qu'il est

### "Le denicheur"
Vega, accompagnée par Bruno Lorenzoni et son ensemble.
- le denicheur

en douce
- du gris
- la java bleue

### "4 chansons de Romi chantées par Colette Ritz"
Vega, sur une musique d'Armand Seggian.
- la prière insolite
- c'est pas très neuf...
- lettre de fille
- dans ces terrains là...

### "Nini peau de chien"
Saphir, accompagnée par Bruno Lorenzoni et son orchestre.
- Nini peau d'chien (Bruant)
- La Java (Willemetz - Yvain)
- A St-Lazare (Bruant)
- J'en ai marre (Willemetz - Yvain)